# Subdivisions de Tchouvachie
La république de Tchouvachie est divisée en 21 raïons et 5 cités.

## Raïons
1. Alatyrski
2. Alikovski
3. Batyrevski
4. Chemourchinski
5. Choumerlinski
6. Iadrinski
7. Ialchikski
8. Iantikovski
9. Ibresinski
10. Kanachski
11. Komsomolski
12. Kozlovski
13. Krasnoarmeïski
14. Krasnotchetaïski
15. Mariinsko-Possadski
16. Morgaouchski
17. Ourmarski
18. Poretski
19. Tcheboksarki
20. Tsivilski
21. Vournarski

## Cités
1. Alatyr
2. Choumerlia
3. Kanach
4. Novotcheboksarsk
5. Tcheboksary